# 坂東沙季
坂東 沙季（ばんどう さき、2000年7月4日 - ）は、日本の女性アイドルグループ・ハープスターの元メンバーである。徳島県出身。株式会社CLUSTAR.所属。

## 略歴
- 2016年12月24日 - 2017年6月25日：アイドルグループ・KissBeeの研究生「KissBee Youth」の5期生として活動。
- 2019年：『平成ラストアイドルオーディション』に応募し、同年3月31日、7人組アイドルグループ「ハープスター」を結成。
- 2021年10月31日：ハープスターとしての活動を終了。

## 人物
趣味はアイドル鑑賞、歌、旅行。
特技はバレエ、陸上。
担当カラーはピンク。